# نيكون دي 3100
نيكون دي 3100 (بالإنجليزية: Nikon D3100)‏ كاميرا احترافية من إنتاج شركة نيكون 14.2 ميجا بيكسل وقد طرحت في السوق في صيف 2010

## المواصفات
- 14٫2 ميغابيكسل
- فيديو عالي الدقة 1080p HD Video
- شاشة عرض مباشر 3" LCD Live View
- عدد الصور بالثانية Shooting Speed 3 fps
- عدد نقاط التركيز 11-Point Autofocus
- نطاق حساسية الضوء ISO 100-3200
- بطاقات الذاكرة الملائمة SD/SDHC/SDXC Memory Slot
- اللغة : فقط الإنجليزية

1. ↑  "Nikon D3100". Digital SLR Cameras products line-up. Nikon Corporation. مؤرشف من الأصل في 2011-03-21.